# مؤسسة الإرث الثقافي البروسي
مُؤسَّسة الإرث الثقافيّ الپُرُوسِيّ (بالأَلمانِيَّة: Stiftung Preußischer Kulturbesitz) هِي مُؤَسَّسة حُكُومِيَّة أَلمانِيَّة تُعنَّى بِالتُّراث الثَّقافِي الأَلمانِي. تأَسَّست فِي يوم 25 يُوليُو / تمُّوز عام 1957 فِي مدِينة بِرلِين عاصِمة جُمهوريّة أَلمانيا الاتِّحادِيّة. تُعد مِن أَهمّ مُؤسّسات العالَم فِي مَجال حفِظ التُّرَاث الحضاريّ والكُنوز الأثرِيّة والأعمال الفنِّيّة.

## وُصلَات خارِجِيَّة
- الصّفحة الرّسميّة لِمُؤسَّسة الإرث الثقافيّ الپُرُوسِيّ (باللُّغة الألمانِيّة، والإِنجِلِيزِيّة).

## مَراجع
"لمحة عن مُؤسَّسة الإرث الثقافيّ الپُرُوسِيّ" (باللُّغة الألمانِيّة) © مُؤسَّسة الإرث الثقافيّ الپُرُوسِيّ.
1. ↑   https://idw-online.de/de/institution1586. اطلع عليه بتاريخ 2019-09-23. {{استشهاد ويب}}: |url= بحاجة لعنوان (مساعدة) والوسيط |title= غير موجود أو فارغ (من ويكي بيانات) (مساعدة)
2. 1 2   https://www.preussischer-kulturbesitz.de/fileadmin/user_upload_SPK/documents/Dossiers/Jahresberichte/SPK_JB2019_screen.pdf. اطلع عليه بتاريخ 2020-12-31. {{استشهاد ويب}}: |url= بحاجة لعنوان (مساعدة) والوسيط |title= غير موجود أو فارغ (من ويكي بيانات) (مساعدة)
3. 1 2   https://www.spkmagazin.de/fileadmin/user_upload/SPK-Jahresbericht-2022-web.pdf. اطلع عليه بتاريخ 2024-05-13. {{استشهاد ويب}}: |url= بحاجة لعنوان (مساعدة) والوسيط |title= غير موجود أو فارغ (من ويكي بيانات) (مساعدة)
4. ↑  "معلومات عن مؤسسة الإرث الثقافي البروسي على موقع aleph.nkp.cz". aleph.nkp.cz. مؤرشف من الأصل في 2019-12-11.
5. ↑  "معلومات عن مؤسسة الإرث الثقافي البروسي على موقع viaf.org". viaf.org. مؤرشف من الأصل في 2019-07-27.